# Helmut Haid
Helmut Haid, född 18 november 1938, död 8 juni 2019, var en friidrottare från Österrike. Han deltog vid olympiska sommarspelen 1964.